# Карловачка операција
Карловачка операција је назив за војну акцију Југословенске армије, спроведену у склопу коначног ослобођења Југославије од немачког окупатора и њихових сарадника. Изведена је крајем априла и почетком маја 1945. године са задатком да се ослободи Карловац и омогући Другој армији ЈА наступање према северозападу и Загребу.

## Ток операције
У завршним операцијама, после форсирања реке Уне, јединице Друге армије избиле су крајем априла 1945. године јужно и југозападно од Карловца. Тада је Штаб Друге армије формирао Карловачку групу дивизија, у којој су на налазиле Трећа, Четврта, Десета и 34. дивизија, која је придата из Четвртог корпуса ЈА.
Пред Карловачком групом дивизија бранила се 104. немачка дивизија, Други и Четврти полицијски пук, Први батаљон 20. ловачког пука, 96. пионирски батаљон и мање снаге усташа. Нападом између река Мрежнице и Коране, 30. априла, Четврта дивизија потисла је делове 104. дивизије, а 1. маја прешле су у општи напад и остале снаге Карловачке групе дивизија. У дводневним борбама, савлађујући отпор непријатеља на узастопно организованим положајима, нарочито између река Добре и Коране, јединице Карловачке групе дивизија избиле су пред линију Брођани, Ладвењак, Дуга Реса, Новиград на Добри, Нетретић. Ноћу, са 2. на 3. мај продужиле су напад на целом фронту и 3. маја, после жестоких борби, овладале линијом непријатељеве одбране.
Крајем дана, крилне дивизије обухватиле су Карловац. Источно, Десета дивизија код Брођана форсирала је Купу и образовала мостобран, а на западу и северу 34. дивизија избила је на Купу северно од ушћа Добре, напала Озаљ и заузела га сутрадан. За то време, Четврта дивизија напредовала је уз тешке борбе, и тек ноћу 5. маја, после неколико јуриша, успела је да одбаци непријатеља са линије Турањска брда—Виница—Мрежница у Карловац.
После извршених припрема, ноћу са 5. на 6. мај, четврта и делови Треће и Десете дивизије, извршили су напад на Карловац. До јутра је непријатељ у оштрим уличним борбама одбачен у северни део града. Да би осигурао сигурну одступницу ка Загребу, односно Самобору, непријатељ је одбио нападе Десете и 34. дивизије с истока, односно запада на комуникацију Карловац—Загреб. Истог дана на правцу Вукомеричке горице—Самоборска гора, 23. дивизија напала је код Клинча Села оне непријатељеве делове, који су напуштали рејон Карловца. Ноћу са 6. на 7. мај, остале непријатељске снаге напустиле су рејон Карловца, док су његови делови у северном делу града исте ноћи били уништени, а Карловац ослобођен.